# Anda (Pangasinan)
Anda is een gemeente in de Filipijnse provincie Pangasinan. De gemeente ligt op het eiland Cabarruyan en nog enkele erg kleine eilanden daaromheen. Bij de laatste census in 2007 had de gemeente ruim 34 duizend inwoners.

## Geografie

### Bestuurlijke indeling
Anda is onderverdeeld in de volgende 18 barangays:
| - Awile - Awag - Batiarao - Cabungan - Carot - Dolaoan - Imbo - Macaleeng - Macandocandong | - Mal-ong - Namagbagan - Poblacion - Roxas - Sablig - San Jose - Siapar - Tondol - Toritori |

## Demografie
Anda had bij de census van 2007 een inwoneraantal van 34.398 mensen. Dit zijn 1.565 mensen (4,8%) meer dan bij de vorige census van 2000. De gemiddelde jaarlijkse groei komt daarmee uit op 0,64%, hetgeen lager is dan het landelijk jaarlijks gemiddelde over deze periode (2,04%).

De bevolkingsdichtheid van Anda was ten tijde van de laatste census, met 34.398 inwoners op 83,8 km², 410,5 mensen per km².